# Firkal
Firkal (en rus: Фыркал) és un poble de la República de Khakàssia, a Rússia, que en el cens del 2010 tenia 716 habitants. Pertany al districte de Xirà.